# Tramwaje w Nottingham

Mapa linii tramwajowych w Nottingham.

Tramwaje w Nottingham – system komunikacji tramwajowej działający w Nottingham, w Wielkiej Brytanii.

## Historia
W latach 1878–1936 działała w Nottingham sieć tramwajowa, początkowo konna, zelektryfikowana w latach 1901–1902. Nową sieć tramwajową w Nottingham uruchomiono 9 marca 2004. Posiada ona obecnie dwie linie o łącznej długości 32 km. Tramwaje obsługuje konsorcjum Tramlink Nottingham, a operatorem jest Nottingham Express Transit. Po sukcesie jakim okazała się budowa pierwszej linii zaplanowano budowę dwóch kolejnych, zaczynających się przy dworcu kolejowym Nottingham i dalej do:
- 2: Clifton o długości 7,6 km (otwarta 25 sierpnia 2015)[6]
- 3: Chilwell o długości 9,8 km (obecnie trwa planowanie trzeciej i kolejnych linii)[2]

## Linie
Pierwsza, ma swój początek w Toton Lane, kieruje się na północ przejeżdżając przez centrum miasta i dalej do końcówki Hucknall. Druga linia wiedzie od Clifton, przez centrum miasta do Phoenix Park. Obie linie łączą się przy dworcu kolejowym Nottingham, przecinając perony. Następnie znów się rozdzielają i łączą ponownie. W Highbury Vale ostatecznie się rozchodzą.

## Tabor
Do obsługi pierwszej linii, wybudowanej w 2004, zakupiono 15 tramwajów Incentro produkcji Bombardier Transportation, oznaczonych jako AT6/5. Tramwaje są pięcioczłonowe, dwukierunkowe, o długości 33 m, szerokości 2,65 m i wysokości 3,35 m. Pojemność tramwajów Incentro wynosi 129 miejsc stojących i 54 miejsca siedzące.
Do obsługi drugiej linii, wybudowanej w 2015, służą 22 tramwaje Citadis od Alstom, model 302. Mają pięć członów, 32 m długości i 2,4 m szerokości. Mają zostać również zakupione do użytku linii trzeciej.